# Уруґі

35°16′16″ пн. ш. 137°42′40″ сх. д. / 35.27111° пн. ш. 137.71111° сх. д.
Уру́ґі (яп. 売木村, うるぎむら, МФА: [uɾugʲi muɾa]) — село в Японії, в повіті Сімо-Іна префектури Наґано. Станом на 1 квітня 2009 площа села становила 43,55 км². Станом на 1 липня 2011 населення села становило 637 осіб.